# Фотіс Кувеліс

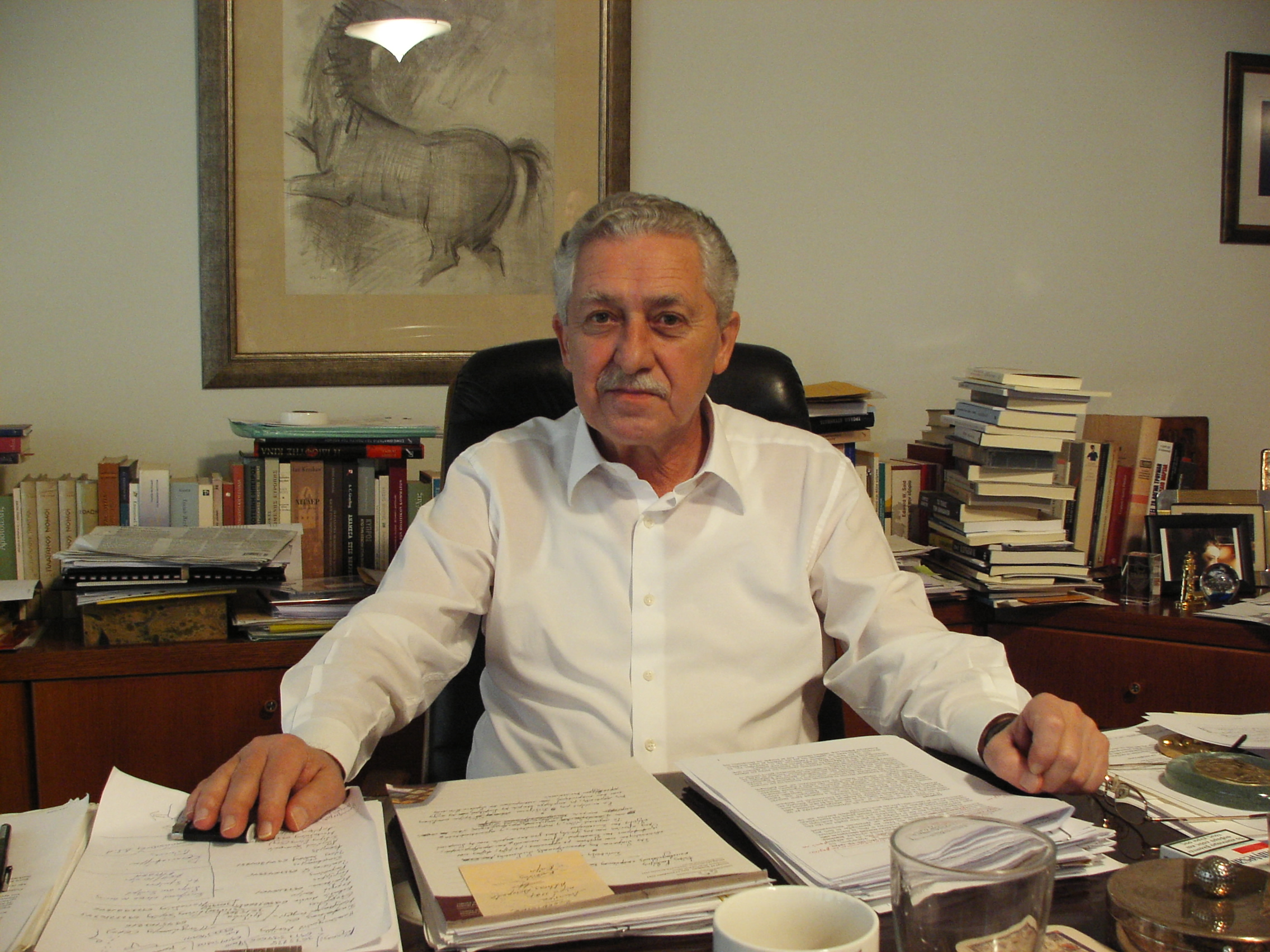
Фотіс Кувеліс, фото 2010 року

Фотіс Кувеліс (грец. Φώτης Κουβέλης, 3 вересня 1948, Волос) — грецький правник і лівий політик, лідер партії Демократичні ліві, представленої в Грецькому парламенті.

## Біографічні відомості
Фотіс Кувеліс народився у місті Волос 1948 року. Вивчав право і політичні науки у Афінському університеті. Після здобуття вищої освіти мав приватну практику адвоката, брав участь у виборах в Афінську колегію адвокатів 1975 року, обраний членом правління.
1987 року був обраний президентом Асоціації правників Афін, цю посаду він обіймав до 1989 року. Також член Асоціації грецьких фахівців з конституційного права та Союзу грецьких фахівців з кримінального права, почесний член SOS Ρατσισμός, а в період 1991—1994 років обіймав пост голови реабілітаційного центру для жертв тортур.
Одружений і має двох дітей.

## Політична кар'єра
До приходу до влади військової хунти чорних полковників організації Демократична молодь Ламбракіса. пізніше підтримував новогрецького політика Рігаса Фереоса. Став одним із засновників Комуністичної партії Греції (внутрішньої), служив як член ЦК, а потім брав участь у створенні Грецької лівиці (ΕΑΡ), обирався членом виконавчого бюро та ЦК.
25 червня 1989 року обраний генеральним секретарем ΕΑΡ. На виборах в листопаді 1989 року вперше обраний депутатом Грецького парламенту від Афін за підтримки Сінаспізмос і перевибирався 1990 року. 30 червня 1991 року на Загальногрецькому з'їзді Сінаспізмос обраний членом Центрального політичного комітету та політичним секретарем, а через три дні був призначений генеральним секретарем Сінаспізмос.
На парламентських виборах 1993 року не був обраний до парламенту, оскільки коаліція не здоубала необхідної підтримки виборців для проходу в парламент. Знову обирався членом парламенту від Сінаспізмос на парламентських виборах 1996, 2000, 2004, 2007 і 2009 років. Після виборів 2009 року був парламентським представником ΣΥΡΙΖΑ.
В уряді Дзанніса Дзаннетакіса служив міністром юстиції. Згодом балотуватися в місті Афіни за підтримки Сінаспізмос, набрав 19 996 голосів. 2008 року був кандидатом на пост лідера ΣΥΡΙΖΑ, але на партійних виборах 10 лютого 2008 року поступився Алексісу Ципрасу, набрав 28,67% проти 70,41%.
21 червня 2010 року Фотіс Кувеліс заснував власну партію Демократичні ліві. До нього приєднались ще 3 члени ΣΥΡΙΖΑ, відтак нині партія має 4 місця в Грецькому парламенті.